# Sharla
Sharla（シャーラ、1986年4月23日 - ）は、カナダ・ブリティッシュコロンビア州の州都ビクトリア出身のYouTuber、実業家、翻訳家、ダイアログコーチ（英語台詞指導者）、モデル、元外国語指導助手。株式会社セカイスタジオ所属。
動画総再生回数約8,300万回を記録する人気J-Vlog（日本の動画ブログ）『Sharla in Japan（シャーラ・イン・ジャパン）』や、総再生回数約1億1,000万回を記録する日本・韓国のVlog『Sharmeleon（シャーメレオン）』の運営者。メディアでは「在日外国人YouTuberのパイオニア的存在」として紹介されている。日本に関するポップカルチャーや伝統文化・グルメ・旅行記など様々な情報を発信し、特に17歳で初来日した岩手県盛岡市は故郷カナダ・ビクトリア市を思い起こすとして、特別な想いを抱き現在も居住しているという。身長165cm。

## 来歴
1986年4月23日生まれ。ハンガリー人とオランダ人の両親を持ち、妹が一人いる。小学校高学年頃からポケモンのカードを収集するなど日本のポップカルチャーに触れていた。13歳に第三外国語の授業で日本語を選択。母国で2年間日本語学習をしたのち、17歳でビクトリア市と姉妹都市である岩手県盛岡市に初来日、2週間のホームステイを経験する。帰国後も日本人の友人と連絡を取り続け、夏休みなどを利用し度々日本を訪れるようになる。その後、ワーキング・ホリデーのビザを取得し、ALT（外国語指導助手）として1年間岩手県の7つの私立高校を掛け持ちで勤務する。また文化活動に関するビザも取得し計2年岩手に居住する。

カナダへ帰国後大学進学するが、2011年の東日本大震災の発生により岩手県在住の友人やその他の日本人への安否に不安を覚え、大学の学期が終了した直後の2011年9月に再来日する。2011年9月8日より主に日本語のスピーキングを磨く目的でYouTubeサイト内に『Sharla in Japan』のチャンネルを立ち上げ投稿を開始する。同時に、東北地方への募金や被災した子供達へのおもちゃの募品を呼び掛ける。同年11月22日に投稿された『2011年に日本に来た理由 Why I Came to Japan』）という動画では、来日の理由について次のように述べている。
「カナダにいましたので、ニュースを見るしかできなくて、一日中朝から夜までパソコンの前で津波についてのニュースを見ました。1カ月半くらい学校にいかないでずっと家でニュースを見ました。知り合いだけじゃなくて日本にいる皆さんがすごく心配で、結構辛かったんですね。人生の中で一番辛いときに近いかなと思います。そのあと日本に行きたいなと思いました。もし地震がまた起こるんだったら二度と遠くから見たくないと思って、できるだけ早く日本に行きたいと思いました」
2012年2月9日には日本語能力試験N2の合格を発表。同年7月20日にフジテレビ『ニッポン大好き外国人GP』にテレビ出演し「キティ大好き外国人」賞を授与される。同年9月14日に城西国際大学へ編入。
2013年6月9日には第二のYouTubeチャンネルとなる『Sharmander』を立ち上げ、日本に加え韓国に関する情報発信も開始する。同年11月、佐々部清監督の映画『ゾウを撫でる』にエキストラとして出演。
2014年9月に大学を卒業する。同年11月、「YouTubeスペース ハロウィン2014」の動画でYouTuberのクリス・ブロードと初共演する。2015年には日本のベンチャー企業のフルタイムで就労しながらYouTubeを兼任するが、長時間労働や残業代未払いなどの問題が発生したことを告白。同年6月26日には会社を退職しYouTuberへの一本化を決意する。同年8月18日に吉田正樹事務所に所属する。
2015年3月、歌手Sayuleeの「Your Song」プロジェクトにおいて楽曲『LIFE〜桜のように〜』の作詞家として参加。
2016年3月17日には、映画『テラフォーマーズ』における日英の字幕翻訳と日本人俳優への英語ダイアログ・コーチに抜擢されたことを報告。試写会の舞台挨拶にも参席する。高校時代にファンであった元NEWSの山下智久の英会話指導を行い「先生」と呼ばれたことがとても奇妙だったと語っている。また同年に映画『シン・ゴジラ』の字幕翻訳も行い、石原さとみの英会話指導も兼任。「彼女は同年代だが非常に努力家でとても尊敬している」と述べている。同年11月、福島県奥会津の1泊2日の旅を撮影した『シャーラと巡る只見線の旅』を自治体と制作。同月、秋田県仙北市とのタイアップで農家にホームステイし農業体験を行った様子を配信する。
2017年2月8日には事務所をブレイカー株式会社に移籍。同月、東京葛飾区にあるNPO法人アルマにて動物シェルター職員のボランティア体験をする。同年8月26日には、熊本県益城町の動画制作のワークショップにて講演を行う。同年11月21日には韓国への移住を発表。移住の理由については「大学では日本語と中国語を学び、合計で約12年間日本に滞在し歳も重ねてきたため、限られた人生の中で新たな経験をしたいと思った」と述べた。
2018年6月18日には日本の大学の同窓生であった韓国人男性と7年間の交際を経て結婚を報告。互いの会話は日本語で行っていることを明かす。同年9月23日には日本へ一時帰国し、2020年東京オリンピックのオープニングで流される予定のVTR『"Never forget you"from IWATE』への出演を報告。
2019年3月5日には、離婚と岩手県盛岡市への移住を報告。日本への移住の理由については「（現在の精神状態で）十分に言語を話せない環境で暮らすことはとても厳しい」と語っている。同年には、人気YouTuberクリス・ブロードのチャネル『Abroad in Japan』の「Journey Across Japan」シリーズに参加。同年3月16日には「Journey Across Japan」チームの所属するタレント事務所Tokyo Creative株式会社へ移籍したことを報告。同事務所所属タレントとのコラボレーション動画を制作する。同年12月にはクリスマス・イブの24日までほぼ毎日動画投稿を行う「VLOGMAS」シリーズを実施。シリーズ中で一般社団法人ぶんご大野里の旅公社や兵庫県企画県民部広報戦略課の依頼で大分県豊後大野市、兵庫県東部のひょうごゴールデンルートの観光促進PRを行う。
2020年3月8日、『Sharmander』の登録者数50万人の突破記念として、チャンネル名を『Sharmeleon』へと改称（ポケモンのキャラクターであるヒトカゲとリザードの英語名CharmanderとCharmeleonを捩ったもの）。同年9月、自身もファンであるという日本のファンシー文具を友人と共同で海外向けに販売するサービス「Neko Neko Post（ねこねこポスト）」を開始。初回販売分は数日間で完売。
2021年2月、京町家のリノベーション企業、立志社グループの宿泊施設を取材。また同月、山形県酒田市の観光PR会社であるThe Hidden Japan合同会社とのタイアップで地元文化とサイクリング旅の紹介を行う。
取り上げられたメディアは『The Japan Times』『東京都総務局ホームページ』『NIKKEI』『PR TIMES』『Soranews24』、『Cheer up! English』など多数。インフルエンサーとして活躍の場を広げている。

## 人物
両親と妹がベジタリアンであるため、幼少期から肉の摂取を控える生活を送るが、厳格なベジタリアンやビーガンになったことはないと述べている。好きな食べ物には、ブロッコリーと豆腐、好きな寿司ネタにマグロたくあんの巻き寿司を挙げており、ラーメンはビーガンラーメン以外は油っこい為あまり好きではないという。
日本語能力は2012年に日本語能力試験N2に合格。日本のベンチャー企業や日本人俳優の英会話指導に務めた経験もあるなどビジネスレベルである。日本語学習はテキストが好きではなく、多くをビデオゲームやパソコンを日本語モードにして覚えたと述べている。
愛猫家であり、スコティッシュフォールドの雄「マロ」とアメリカンショートヘアの雌「ルナ」を飼っている。また「ププ」という名前のハムスターもいる。日本の住宅事情で犬は飼えないが、ロットワイラーとポメラニアンも好きと述べている。

### YouTube関連
「過去に制作した中で最もお勧めの動画は？」という視聴者の質問に対して、2017年の秋田県仙北市の農家にホームステイし農業体験を行った動画を挙げており、ポッドキャストでは「日本で最も楽しい思い出のいくつかはホームステイから来ている。（視聴者に対し日本のホームステイは）私も今34歳でホームステイしているので、何歳でも心配しなくて大丈夫、一推しです」と述べている。また「最も好きな動画」としては、人生で最も感動した風景という「夕暮れのしまなみ海道サイクリング」の動画を挙げている。「YouTube制作のモチベーションは？」という質問に対しては、「北日本の田舎を紹介し、多くの人の日本への旅程に影響したり実際に訪れたという返答があることがとても嬉しい」、と述べている。
同郷の在日YouTuberであるミカエラ・ブレスウェートや三味線奏者の中村ノルムとは特に親しい。また日本で知り合った各国出身の在日外国人YouTuberや日本人とも長い交流があり、米国出身のグレゴリー・アウトリー・ジュニア(Visually Greg)やクインラン・フェリス（GoNorth Japan）、豪州出身のジョーイ・ビジンガ―（The Anime Man）、阿蘇夏樹（Natsuki The Man）などとも度々コラボレーションしている。

### 日本文化関連
ポップカルチャーに関しては、アジアの中でも日本と韓国に強い興味を持っている。日本の有名人では浅野忠信・Dir En Grey・THE YELLOW MONKEY、韓国ではK-POP全般とBIG BANGの中でもG-DRAGONのファンであると語っている。またメタル音楽のファンであり、フランスのヘヴィメタルバンドGojiraを好んでいる。日本のアニメは『新世紀エヴァンゲリオン』と『もののけ姫』が好きで、高校時代は将来的に自身の子供に「レイ」と名付けたいと考えていた。また亡くなった親しい友人と最後に見た映画が『もののけ姫』であったことも言及している。幼い頃から『ポケットモンスター』の大ファンで、好きなポケモンはライチュウとパラス。他のビデオゲームは『ファイナルファンタジーX』が好きで、PlayStation 4で再度リマスター版を購入する予定だとしている。
日本の伝統的な文化にも興味があり、インタビューでは吉田兄弟がきっかけとなり津軽三味線と演歌が好きになったと述べている。カラオケの持ち歌は石川さゆりの『津軽海峡・冬景色』と谷村新司の『昴』である。高校時代はジャズバンドに加入していたためアルトサックス演奏を特技としている。
「20年間で最も日本が変化したと思うこと」に対しては「テレビ番組」を挙げており、「来日3年目まではバラエティや漫才などどの番組も本当に面白く、多くの時間をテレビを見て過ごしたが、現在はグルメ番組ばかりに変わってしまったことがとても残念」と述べている。

### その他
「人生で最も達成したいこと」という視聴者の質問に対しては「言語習得」を挙げており、将来的には他の文化と新たな言語習得を経験するため他国（ドイツやスウェーデンなど欧州）への移住を考えているという。
2015年のインタビュー記事では、日本でのストーカー被害について明かしており、2ちゃんねるにおける度重なる目撃情報の記載や帰宅の際に背後から自宅ドアに侵入しようした男性ファンがいたことを語っている。その被害防止のため、定期的な引っ越しや本名を明かさないことを余儀なくされていると述べている。
2022年7月、Abroad in Japanを運営するクリス・ブロードとの交際を発表している。

## 翻訳

### 映画
- シン・ゴジラ（2016）[25]
- テラフォーマーズ（2016）[28]